# Капустина, Ирина Геннадьевна
Ирина Геннадьевна Капустина (до 2021 — Сазонова; р. 20 апреля 1998, с.Становое, Липецкая область) — российская волейболистка, нападающая-доигровщица. Мастер спорта России.

## Биография
Ирина Сазонова начала заниматься волейболом в с. Становом в 2011 году. Первый тренер — С. Н. Шеменёв. В 2013 приглашена в елецкий «Университет», в составе которого дебютировала в первой лиге чемпионата России (чемпионат Центрального федерального округа).
С 2014 по 2022 выступала за липецкий «Индезит» (с 2018 — ВК «Липецк»), с которым прошла путь от высшей лиги «Б» до суперлиги российского чемпионата. Победитель чемпионата страны 2020 года среди команд высшей лиги «А». В 2022 году заключила контракт с московским «Динамо», в составе которого стала чемпионкой России, двукратным победителем розыгрышей Кубка России, обладателем Суперкубка страны.
Трижды подряд липецкими журналистами признавалась лучшим игроком сезона в составе «Липецка» — в 2019, 2020 и 2021 годах.    
В 2021 году дебютировала в составе национальной сборной России в розыгрыше Лиги наций. Приняла участие в 5 матчах сборной на турнире и набрала 8 очков. 

### Клубная карьера
- 2013—2014 —  «Университет» (Елец);
- 2014—2022 —  «Индезит»/«Липецк-Индезит»/«Липецк» (Липецк);
- с 2022 —  «Динамо» (Москва).

## Личная жизнь
25 декабря 2020 года вышла замуж за Вадима Капустина. Летом 2024 года взяла паузу на сезон 2024/25 из-за декретного отпуска. 28 февраля 2025 родила сына.

## Достижения
- чемпионка России 2023.
- двукратный победитель розыгрышей Кубка России — 2022, 2023.
- обладатель Суперкубка России 2023.
- победитель чемпионата России 2020 среди команд высшей лиги «А».
- чемпионка Всероссийской Спартакиады 2022 в составе сборной Москвы.